# Circonscription de Blair
La circonscription de Blair est une circonscription électorale fédérale australienne dans le Queensland. La circonscription a été créée en 1998 et porte le nom d'Harold Blair, un chanteur autochtone et militantant des droits civiques. La circonscription est limitée à l'ouest par des zones rurales de Brisbane et inclut des parties d'Ipswich et des régions de la Scenic Rim et de la vallée Lockyer.
Blair était considéré comme un siège assuré pour le Parti libéral. La fondatrice du Parti One Nation, Pauline Hanson, a voulu s'emparer de Blair en 1998, quittant son siège précédent, Oxley, mais elle a été battue.
Après le redécoupage de la circonscription en 2006, l'avancée libérale de 11,2 % en 2004 a été ramenée à 5,7 %, Esk, Nanango et Kingaroy ayant été retirés et la plus grande partie d'Ipswich et Boonah ajoutée. 
Les travaillistes détiennent le siège depuis 2007 grâce à Shayne Neumann, réélu depuis. (En 2016, M. Neumann a battu la candidate libérale avec près de 59 % des voix). 

## Représentants
| Nom              | Parti        | Période de mandat |
| ---------------- | ------------ | ----------------- |
| Cameron Thompson | Libéral      | 1998–2007         |
| Shayne Neumann   | Travailliste | 2007–en cours     |

## Résultats des élections
| Parti                            | Parti                        | Candidat                     | Voix    | %     | ±     |
| -------------------------------- | ---------------------------- | ---------------------------- | ------- | ----- | ----- |
|                                  | Travailliste                 | Shayne Neumann (en)          | 36 494  | 35,01 | +3,75 |
|                                  | Libéral national             | Sam Biggins                  | 30 122  | 28,89 | −0,14 |
|                                  | Verts                        | Danielle Mutton              | 13 113  | 12,58 | +3,90 |
|                                  | Une nation                   | Liz Suduk                    | 10 419  | 9,99  | −6,81 |
|                                  | UAP                          | Quinton Cunningham           | 6 353   | 6,09  | +2,69 |
|                                  | Démocrates libéraux          | Michelle Jaques              | 3 080   | 2,95  | +2,95 |
|                                  | AJP                          | Angela Lowery                | 2 563   | 2,46  | +2,46 |
|                                  | Valeurs                      | Maria Pitman                 | 2 103   | 2,02  | +2,02 |
| Total des suffrages exprimés     | Total des suffrages exprimés | Total des suffrages exprimés | 104 247 | 94,70 | +2,19 |
| Votes nuls                       | Votes nuls                   | Votes nuls                   | 5 832   | 5,30  | −2,19 |
| Participation                    | Participation                | Participation                | 110 079 | 87,11 | −4,23 |
| Résultat de préférence bipartite |                              |                              |         |       |       |
|                                  | Travailliste                 | Shayne Neumann (en)          | 57 575  | 55,23 | +4,02 |
|                                  | Libéral national             | Sam Biggins                  | 46 672  | 44,77 | −4,02 |
|                                  | Travailliste retenir         | Travailliste retenir         | Swing   | +4,02 |       |